# Метт Донован
Метт Донован (англ. Matt Donovan) — головний герой телесеріалу «Щоденники вампіра», вампіроненависник. Роль виконав Зак Реріг. Метт Донован єдиний персонаж серіалу «Щоденники вампіра», який ні разу надовго не помирав. У книгах були натяки на романтичні стосунки між Меттом і Бонні Беннет.